# 法裔塞內加爾人
塞內加爾，有一個小型的法國人社區，反映了塞內加爾作為法屬西非的一部分在法國統治下的歷史。在2010年有16,817人。

## 移民歷史
在法國統治時期，幾乎沒有官方控制的法國國民在殖民地定居。達喀爾的歐洲人社區以法國人為主，但也包括來自法國以外的白人。該社區的特點是社會階層的重大分化：特別是，殖民政府中的法國男性看不起其他歐洲人口。
除行政人員之外，在兩次世界大戰之間塞內加爾的法國人口還包括來自波爾多以及較小的商人及其雇員，以及大量臨時傳教士和旅行者。法國人在塞內加爾旅行不需要身份證或護照，因此很容易冒充假身份，給他們的治安工作造成了重大困難。管理人員對從法國本土湧入的罪犯和其他“不受歡迎的人”表示失望，這與他們認為法國的“文明使命”背道而馳，即為非洲人提供“道德正直”的榜樣供他們效仿。
塞內加爾於1960年獲得獨立，估計當時該國有40,000名法國人，僅達喀爾就有四分之三。儘管達喀爾的非土著人口比例遠高於許多周邊非洲國家，但那裡的種族間關係的特點是“明顯沒有任何膚色問題”。人們曾預計大多數法國人在獨立後很快就會返回法國，但十年後，仍有29,000人生活在該國，參與法國的援助和資本投資;他們的存在反映了法國的非洲殖民地對法國的持續依賴。
到21世紀，塞內加爾也成為越來越多貧困法國移民的家園。利用低成本的航空旅行，他們以觀光者的身份抵達塞內加爾，但由於入境要求相對寬鬆，他們停留在該國，並切斷與法國社會的聯繫。他們中的一些人出現了健康問題，例如腦膜炎、皮膚葡萄球菌感染等，因未能或無法就醫而惡化。
最有名的法裔塞內加爾人是柯洛蒂·桑戈尔，曾任塞內加爾總統利奥波德·塞达尔·桑戈尔的第一夫人(1960-1980)。